# Hyles celerio
Hyles celerio är en fjärilsart som beskrevs av Eugen Johann Christoph Esper 1774. Hyles celerio ingår i släktet Hyles och familjen svärmare. Inga underarter finns listade i Catalogue of Life.